# 472 a.C.

## Eventos
- 77a olimpíada: Dandes de Argos, vencedor do estádio.[1]
- Primeira representação de «Os Persas», de Ésquilo.
- Lúcio Pinário Mamercino Rufo e Públio Fúrio Medulino Fuso, cônsules romanos